# You're Not Sorry
You're Not Sorry est une chanson écrite et enregistrée par l'auteure-compositrice-interprète américaine Taylor Swift pour son deuxième album studio, Fearless (2008). Elle est inspirée pour écrire You're Not Sorry par un ex-petit-ami dont elle réalise qu'il était le contraire de ce qu'il semblait être. Produit par Swift et Nathan Chapman, You're Not Sorry est une ballade rock qui intègre du piano et des guitares électriques dynamiques. Big Machine Records publie la chanson en téléchargement via l'iTunes Store le 28 octobre 2008. Un remix est publié pour l'épisode télévisé de Les Experts, dans lequel Swift fait une apparition. Certains critiques louent l'écriture de Swift, mais d'autres contestent la production balladique comme étant exagérée.
You're Not Sorry atteint la 11e place du Canadian Hot 100 et du Billboard Hot 100 américain, et est certifié platine par la Recording Industry Association of America. Swift interprète You're Not Sorry au 44e Academy of Country Music Awards en 2009. Elle inclus la chanson sur les set lists de deux tournées : le Fearless Tour (2009-2010) et le Speak Now World Tour (2011-2012). À la suite du différend de 2019 concernant la propriété de son catalogue, elle réenregistre la chanson sous le titre You're Not Sorry (Taylor's Version) pour son album réenregistré Fearless (Taylor's Version) (2021). Les critiques musicaux commentent que la chanson réenregistrée présente la voix améliorée de Swift. You're Not Sorry (Taylor's Version) entre dans les classements au Canada et sur le Billboard Global 200.

## Arrière-plan
You're Not Sorry est écrit par Swift et produit par Nathan Chapman aux côtés de Swift. Il est inspiré par un ex-petit ami qui s'est révélé plus tard être à l'opposé de ce que Swift avait initialement pensé. Elle rappelle qu'au début, « il est apparu comme un prince charmant ». Alors que la relation se poursuit, Swift découvre de nombreux secrets sur son petit ami dont elle n'était pas au courant. « Et un par un, je les découvrais. Je découvrais qui il était vraiment. », déclare-t-elle. Elle écrit You're Not Sorry dans un état émotionnel, qu'elle décrit comme « le point de rupture », où elle s'est dit : « Tu sais quoi ? Ne pense même pas que tu peux continuer à me faire du mal. ». Les circonstances atteignent un point où elle sent qu'elle doit s'en aller. You're Not Sorry sort pour la première fois en tant que single promotionnel de Fearless le 28 octobre 2008, dans le cadre du Countdown to Fearless, une campagne exclusive de l'iTunes Store. La chanson est rééditée le 5 mars 2009, sous forme de remix, le jour même où elle fait son apparition dans la série télévisée Les Experts dans l'épisode Turn, Turn, Turn. Le remix est présenté dans l'épisode.
Une version réenregistrée de You're Not Sorry, intitulée You're Not Sorry (Taylor's Version), sort le 9 avril 2021, en tant que neuvième morceau de Fearless (Taylor's Version), le réenregistrement de Fearless qui fait partie de la décision de Swift après un différend public avec Big Machine et le manager Scooter Braun au sujet de l'acquisition des enregistrements principaux de ses albums précédents.

## Musique et paroles
You're Not Sorry dure 4 minutes et 21 secondes. C'est une ballade rock,,. L'arrangement comprend une introduction au piano douce et des guitares électriques dynamiques et bruyantes dans le refrain,, et il incorpore des accents de violoncelle et de cordes. Jordan Levin du Miami Herald le qualifie de morceau « rebelle » Rob Sheffield de Rolling Stone le décrit comme « dramatique », et Anna Rosales du Evansville Courier & Press pense que le morceau a un « côté hard rock ». Selon Jonathan Keefe de Slant Magazine, le refrain contient une accroche pop proéminente. Scott Mervis du Pittsburgh Post-Gazette déclare que la performance de Swift sur You're Not Sorry est « chanteuse à la Tori Amos ».
Dans les paroles, la narratrice critique un ex-amant qui a trahi sa confiance. Sheffield, dans une critique pour Blender, note que les paroles de You're Not Sorry contiennent de nombreuses « phéromones picotantes ». Kyle Anderson de MTV déclare que le thème de You're Not Sorry est plus sérieux d'autres morceaux optimistes de Fearless. Il dit que « le poids des paroles alourdit en fait l'arrangement », ce qui donne l'impression « d'être joué juste un peu trop lentement, ce qui crée une tension palpable ». Jennifer Keishin Armstrong de Billboard écrit que You're Not Sorry est l'un des morceaux "love-gone-wrong" de Fearless qui contrecarre les chansons d'amour optimistes inspirées des contes de fées d'ouverture de l'album. Le musicologue James E. Perone trouve le récit similaire aux morceaux précédents de Fearless, White Horse et Tell Me Why.
Le réenregistrement You're Not Sorry (Taylor's Version) présente une production identique à l'original ; les critiques commentent également que la voix de Swift est devenue plus riche et plus profonde,. Selon le professeur de musique commerciale Michael A. Lee, sur You're Not Sorry (Taylor's Version), la voix de Swift est moins nasale et vient davantage de la poitrine, les voix de fond sont plus tamisées et les cordes sont enregistrées dans un proximité des microphones.

## Réception critique
Les critiques musicaux donnent des critiques mitigées à You're Not Sorry. Sheffield dans Blender décrit le morceau comme « dégoulinant » et estime qu'il n'est pas aussi efficace que d'autres morceaux optimistes de Fearless. Todd Martens du Los Angeles Times juge la voix de Swift faible. Nick Catucci de New York commente que You're Not Sorry contraste avec l'identité de Swift en tant qu'artiste de musique country parce que le morceau « n'est pas l'affaire des femmes redneck mais des princesses de banlieue sérieuses ». Catucci déclare que même s'il peut proposer de meilleures chansons d'autres auteurs-compositeurs-interprètes au cours des dix dernières années, « ce morceau de pop doux-amer réussit à merveille. C'est une idole américaine, selon ses propres conditions ». Jonathan Keefe de Slant Magazine est plus favorable, faisant remarquer que la production de You're Not Sorry présente l'écriture de Swift avec un crochet proéminent. Craig Rosen de The Hollywood Reporter déclare que la chanson prouve le potentiel de Swift au-delà de la musique country.
Rétrospectivement, les critiques considèrent You're Not Sorry comme l'une des chansons les plus faibles du catalogue de Taylor Swift. Hannah Mylrea dans NME (2020) la classe 146e sur 161 chansons de la discographie de Swift, la qualifiant d'« exagérée ». Nate Jones de Vulture la classe 122e dans un classement des 179 titres de Swift, le décrivant comme une « chanson de baiser sans faille ». Dans Rolling Stone, Sheffield la place au numéro 111 de son classement 2021 du catalogue de 206 chansons de Swift, mettant en évidence le morceau pour présenter son développement vocal à partir de son premier album. Brittany Spanos du même magazine félicite le chant de Swift pour transmettre des sentiments dramatiques : « Sa voix transperce le son de son groupe pour l'une de ses premières prestation vocales vraiment dramatiques ». Joe Coscarelli du New York Times déclare qu'il admire l'écriture de la chanteuse sur You're Not Sorry mais qu'il sent que la production « [traîne] un peu » ; après la sortie de la version réenregistrée, Coscarelli devient plus reconnaissant pour le morceau et salue la version réenregistrée comme « fraîche et raffinée ».

## Classements
You're Not Sorry fait ses débuts et atteint la 11e place du classement Billboard Hot 100 en novembre 2008, devenant ainsi le meilleur début de la semaine. Après avoir été présenté dans la série Les Experts, soutenu par le remix, You're Not Sorry réintégre le Billboard Hot 100 à la 67e place. C'est l'un des 13 morceaux de Fearless qui figurent dans le top 40 du Billboard Hot 100, battant le record du plus grand nombre d'entrées dans le top 40 d'un seul album. Il passe un total de cinq semaines sur le Hot 100. Sur le classement Pop 100 compilé par Billboard, le morceau culmine à la 21e place. En décembre 2011, You're Not Sorry s'est vendu à 653 000 exemplaires aux États-Unis. En 2017, la chanson est certifiée platine par la Recording Industry Association of America (RIAA) pour avoir dépassé le million d'unités sur la base des ventes et du streaming. Au Canada, il culmine à la 11e place du Canadian Hot 100. 

## Performances lives

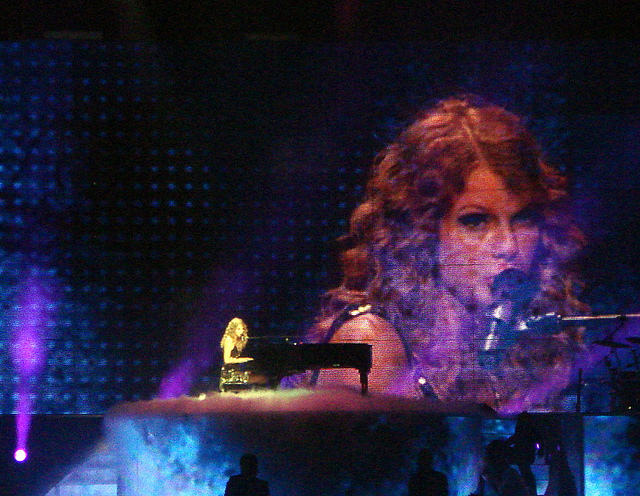
Swift interprétant You're Not Sorry lors du Fearless Tour.

Taylor Swift interprète You're Not Sorry dans toutes les salles de sa première tournée de concerts en tête d'affiche, la Fearless Tour, qui s'étend d'avril 2009 à juin 2010. Lors de chaque représentation, Swift porte une robe de cocktail noire avec des ornements scintillants le long du ventre. Elle commence la performance en s'asseyant sur un banc, jouant du piano à queue noir. Au milieu de You're Not Sorry, elle cesse de jouer du piano et commence à chanter une reprise de What Goes Around.../...Comes Around de Justin Timberlake tout en fouettant ses cheveux, en restant sur le banc. Pendant le reste de la chanson, elle entremêle les deux chansons alors que de la fumée tourbillonne et que des éclairs sont projetés sur la scène,. Jon Pareles du New York Times qualifie la performance de l'un des moments forts de la soirée du concert du 27 août 2009 au Madison Square Garden de New York. Reed Fischer de Miami New Times assiste au concert du 7 mars 2010 au BankAtlantic Center à Sunrise, en Floride et, à propos de la reprise de What Goes Around...Comes Around, déclare : « Cela, et certains prolongements frapper sur une sculpture de baril de pétrole, sont les seuls moments peu recommandables de la soirée ». Alice Fisher du magazine britannique The Observer pense que la performance lors du concert du 7 mai 2009 au Shepherd's Bush Empire à Londres, en Angleterre, « avait été minée par la façon dont Swift se tordait sur son tabouret et cognait maladroitement le couvercle du piano d'un seul coup. des démonstrations de passion les plus peu convaincantes que j'ai vues depuis la fin de Femmes de footballeurs ». Swift interprète également la chanson lors d'une performance exclusive, organisée par 95.8 Capital FM, les Academy of Country Music Awards 2009, et le CMA Music Festival 2009. Au cours du Speak Now World Tour, elle utilise des éléments de You're Not Sorry et Apologize tout en interprétant Back To December. Elle chante également la chanson trois fois lors du Red Tour et lors de la première nuit à Houston du Eras Tour.

## Classements
| Classement (2008–2009) | Meilleure position |
| ---------------------- | ------------------ |
| Canada (Hot 100)       | 11                 |
| États-Unis (Hot 100)   | 11                 |
| US Billboard Pop 100   | 21                 |

| Classement (2021)                   | Meilleure position |
| ----------------------------------- | ------------------ |
| Canada (Hot 100)                    | 90                 |
| États-Unis (Bubbling Under Hot 100) | 11                 |
| États-Unis (Country Songs)          | 40                 |